# Corinna (Maine)
Corinna – miasto w Stanach Zjednoczonych, w stanie Maine, w hrabstwie Penobscot.